# SN 2006oo
SN 2006oo – supernowa typu Ia odkryta 11 listopada 2006 roku w galaktyce A215947-0043. W momencie odkrycia miała maksymalną jasność 22,10m.